# Xavier De Cock
Xavier De Cock (Gent, 10 maart 1818 - Deurle, 11 augustus 1896) (ook Xaveer De Cock) was een Belgisch kunstschilder. Zijn broer Cesar De Cock was eveneens schilder. Xavier legde zich vooral toe op het schilderen van landschappen, dieren en genrestukken.

## Levensloop
Xavier De Cock was de oudere broer van César. Hij was een leerling van Ferdinand de Braekeleer aan de Academie voor Schone Kunsten te Antwerpen. Hij kopieerde Nederlandse meesters en liet zich inspireren door landschappen uit het verleden. Hij trok in 1852 naar Parijs en vroeg zijn broer met aandrang om hem daar te vervoegen. Hij bleef er tot 1861 en geraakte in contact met de schilders van de school van Barbizon. Onder hun invloed verliet hij de realistische stijl van zijn leermeester en ging op een meer gevoelige manier schilderen. Dat bracht hem succes. De beide broers, die eenvoudige mensen, vrienden en harde werkers waren, werden snel aanvaard. Zowel kunsthandelaars als tentoonstellingsorganisatoren behandelden hen alsof ze Fransen waren. De Franse kunstcriticus schreef: Cesar staat zo dicht bij Jean-Baptiste Corot als Xavier bij Charles-François Daubigny staat.
Xavier De Cock wordt gezien als een van de voorlopers van de Latemse Scholen. Hij verliet Frankrijk en woonde een tijdlang in Sint-Denijs-Westrem en in Deurle, waar hij overleed.

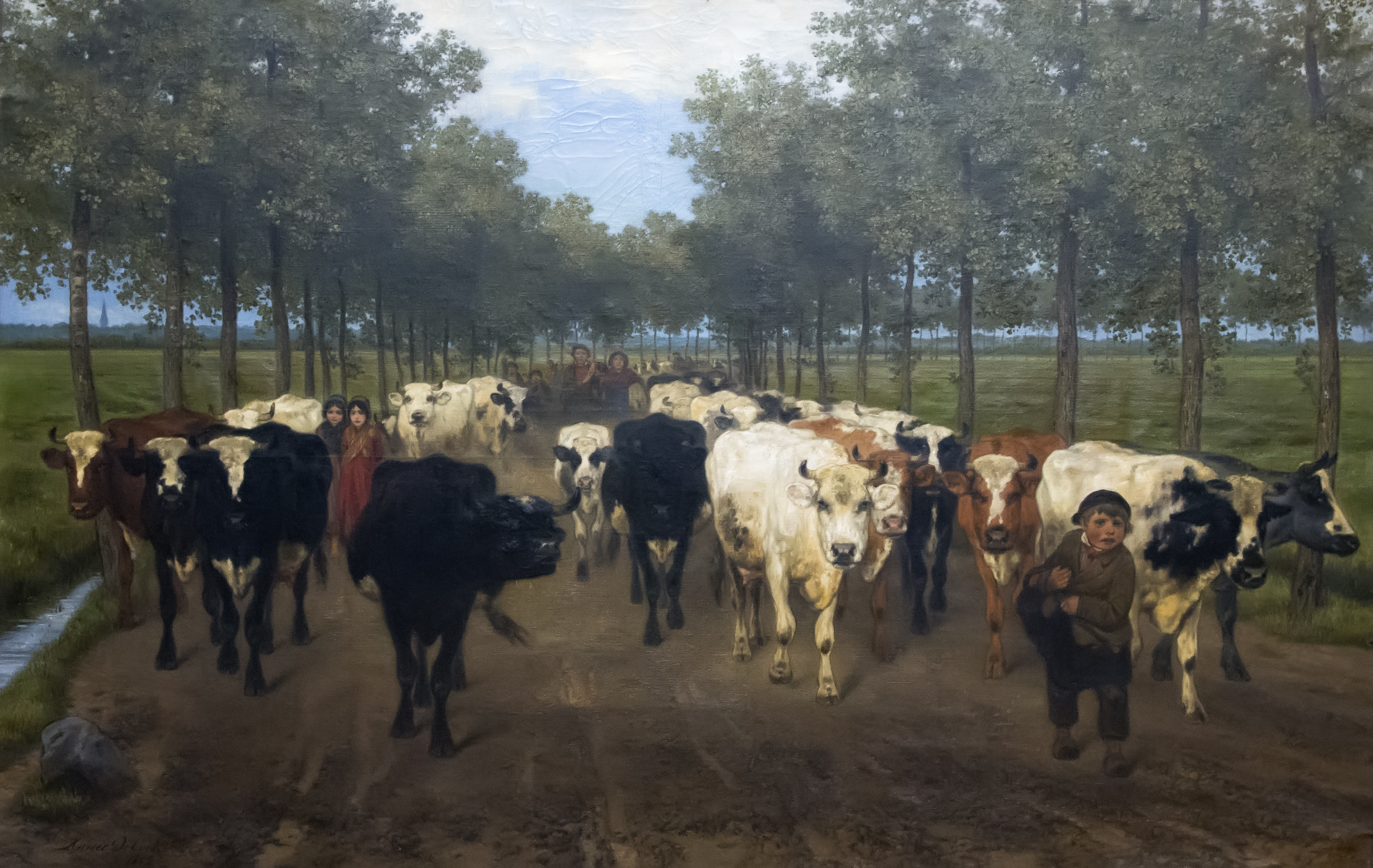
De Meersstraat in Gent (1862) in het Museum voor Schone Kunsten (Gent)
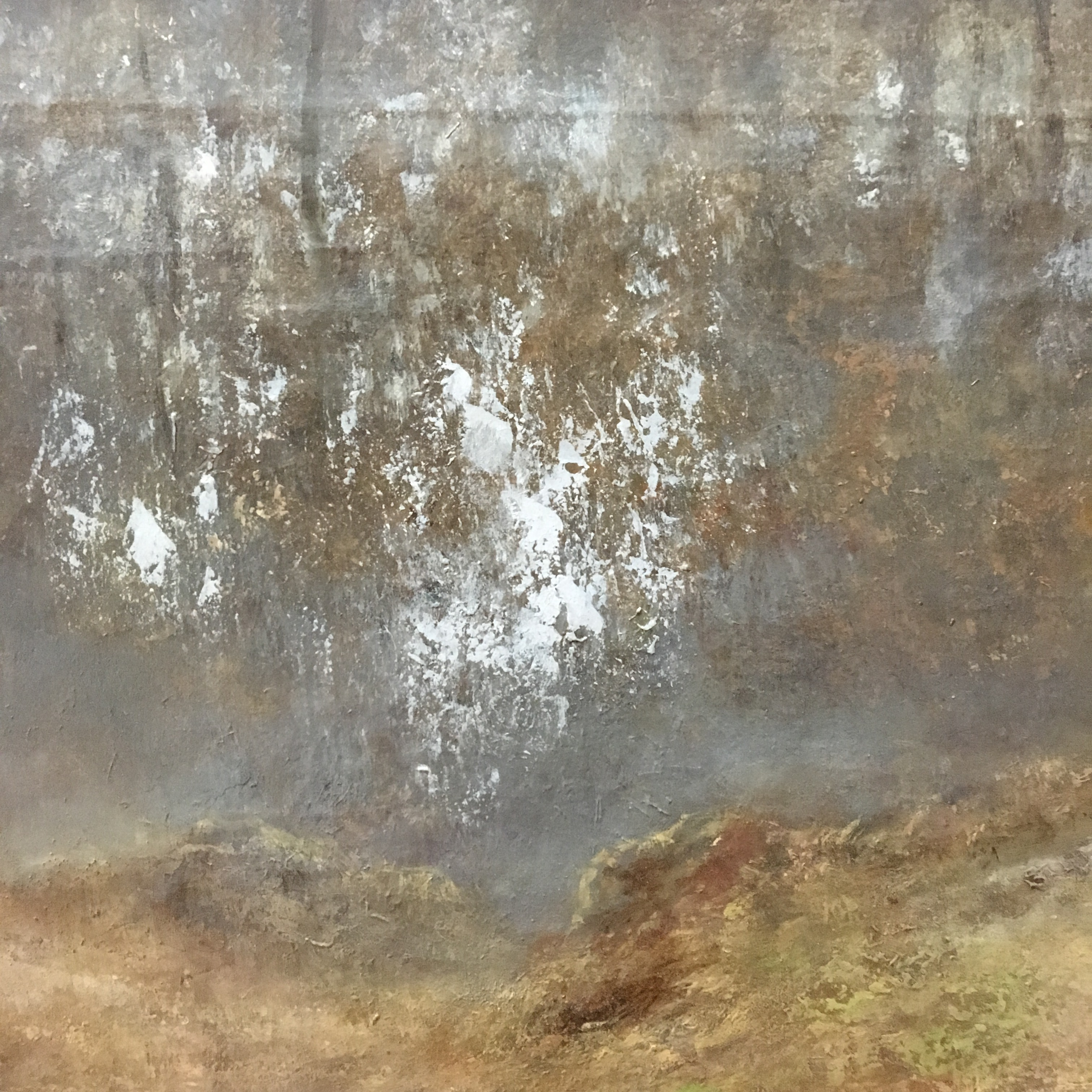
Landschap met schapen (detail) (Museum Gent)
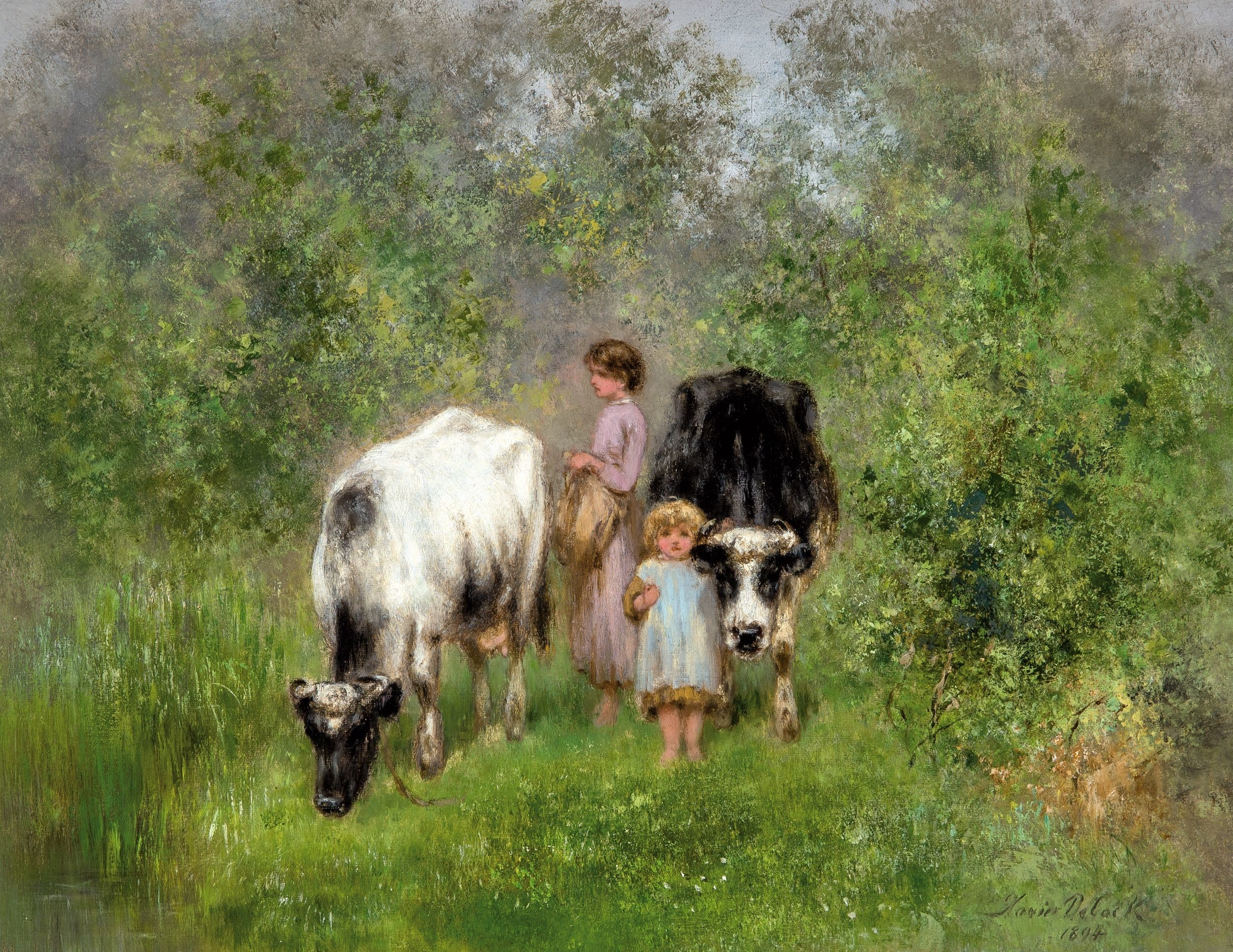
Koeienherders
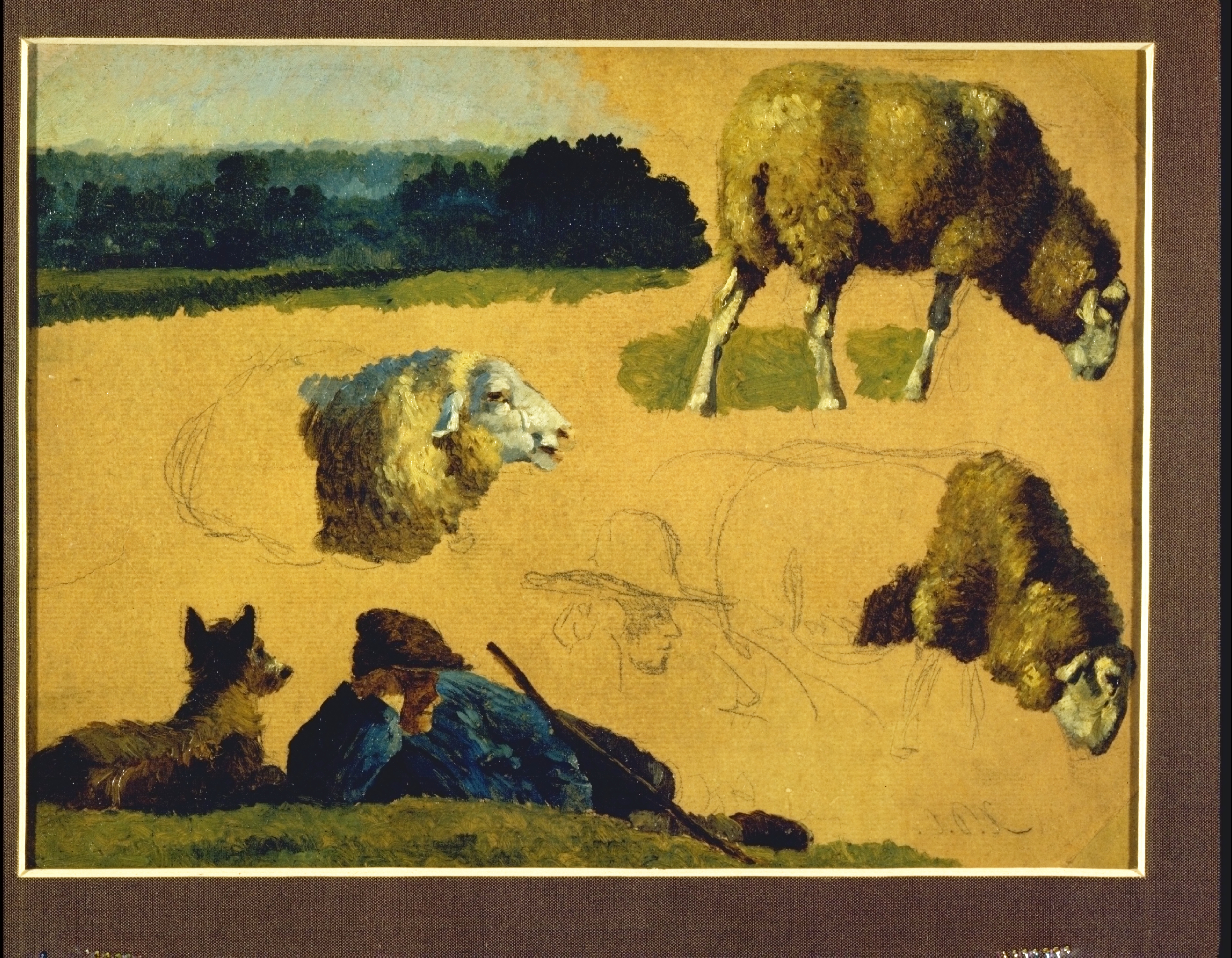
Studie voor schapen en herder